# 노보페도립카 사건
노보페도리브카 사건은 2014년 4월 6일 노보페도리브카 공군 기지에서 벌어진 총격전으로, 러시아군이 우크라이나군을 공격해 1명이 사망하고 1명이 부상을 입었다. 4월 6일, 우크라이나 국방부는 우크라이나의 한 공군기지인 노보페도리브카에서 우크라이나 해군 장교가 공격을 받아 사망했다고 밝혔다. 이 사건은 노보페도리브카 공군 기지의 우크라이나 본토로 재배치되기를 기다리는 우크라이나 군인 및 그 가족들이 머물던 군 숙소 건물에서 발생했다. 우크라이나 1100부대의 해군 장교 스탄실라프 카라체브스키(Stansilav Karachevsky)가 크림반도를 떠날 준비를 하는 동안, 그와 몇몇 군인 사이에 말다툼이 일어났다. 이후 러시아 스페츠나츠 상사 E. S. 자트체프와 2명의 러시아 병사와 함께 총격으로 건물 5층에 AK-74로 공격했다. 카라체브스키 장군은 그 자리에서 사망했다. 두 번째 우크라이나 사람인 함장 아르템 예르몰렌코(Artem Yermolenko)는 러시아군이 폭행하고 납치하였다. 러시아 언론들은 이 사건이 부사관들 중 한명이 우크라이나 장교를 죽였다고 확인했지만, 술에 취한 우크라이나 병사 무리가 막사로 가는 도중 이전에 주둔했던 공군 기지 앞의 체크포인트에서 러시아 병사와 충돌했다고 말했다. 사건 이후, 장교가 러시아군에게 납치되었음을 확인했다.